# Шкірне дихання
Шкірне дихання  — форма дихання, при якій газообмін відбувається через шкіру або зовнішні покриви організму, а не через зябра або легені. Шкірне дихання може бути єдиним методом газообміну або може супроводжувати інші форми. Шкірне дихання трапляється у багатьох організмів, включаючи комах, амфібій, риб, морських змій, черепах і зрідка у ссавців.

## Риби
Шкірне дихання спостерігається у різноманітних морських, приливних і прісноводних риб. Що стосується водного дихання, риба дихає переважно зябрами, але шкірне дихання може становити від 5 до 40 відсотків загального дихання, залежно від виду та температури. Шкірне дихання є важливим для риб, які дихають повітрям, таких як стрибуни та очеретяна риба, і в таких видів може становити майже 50 відсотків від загального дихання. 

## Земноводні

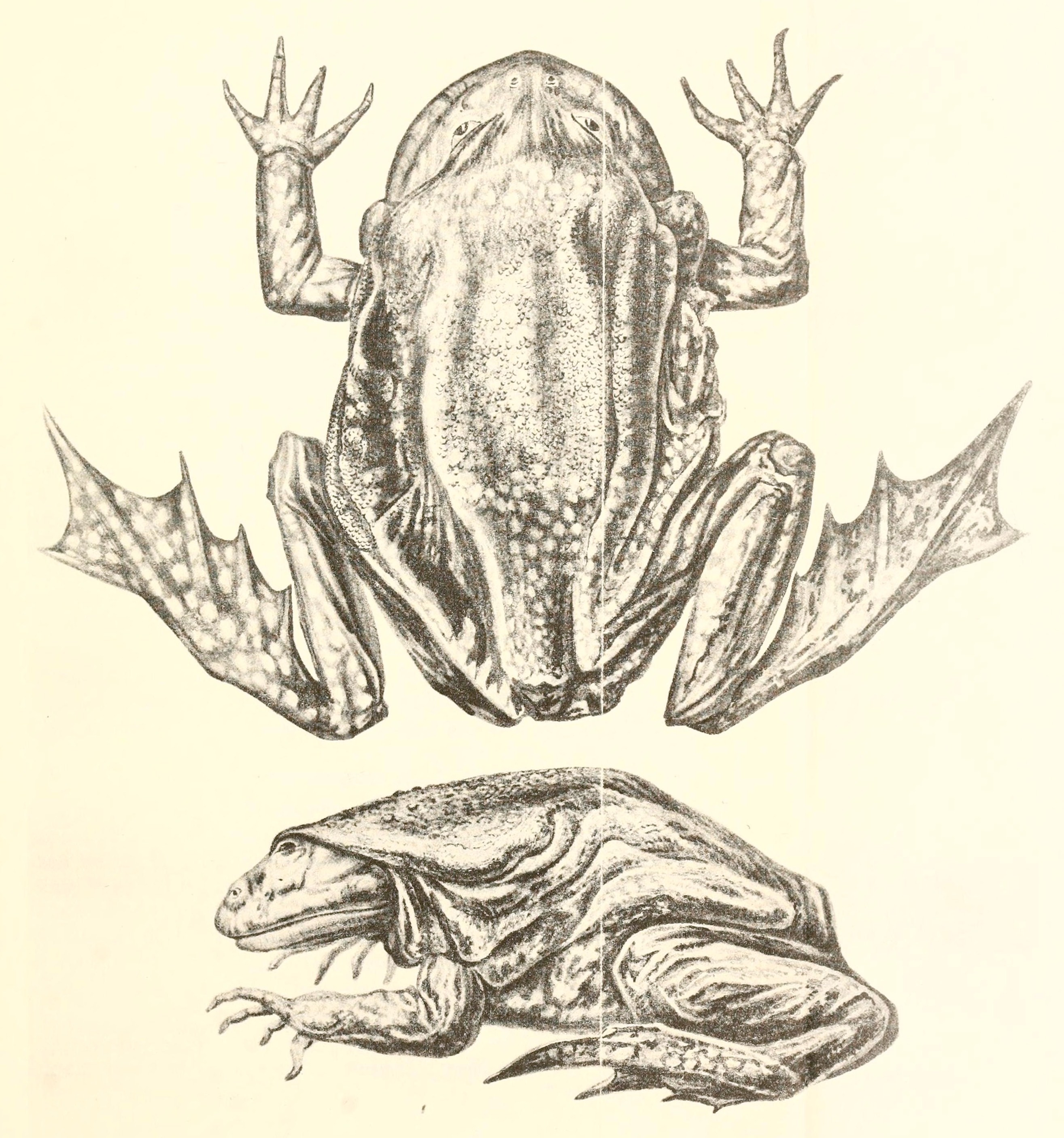
Виражені шкірні складки Telmatobius culeus збільшують площу поверхні для шкірного газообміну

Шкіра амфібій є основним місцем дихання в усіх видів.  Шкірне дихання є єдиним способом дихання безлегеневих саламандр (родина Plethodontidae), які повністю позбавлені легенів, але складають найбільшу родину саламандр. Шкірне дихання у жаб та інших земноводних може бути основним способом дихання під час низьких температур. 
Деякі амфібії, які використовують шкірне дихання, мають великі складки шкіри для збільшення площі дихання. Приклади включають пекельну саламандру та водяну жабу озера Тітікака .  На шкірне дихання в пекельних саламандр припадає понад 90 відсотків поглинання кисню та виділення вуглекислого газу. 

## Плазуни
Покриття лускою значною мірою перешкоджає шкірному диханню рептилій, але газообмін може відбуватися між лускою або ділянками зі зменшеною лускою. Деякі черепахи використовують шкірне дихання навколо клоаки під час підводної сплячки. 
У деяких морських змій шкірне дихання може становити до 30 відсотків загального поглинання кисню і є важливим під час пірнання, під час якого кров відтікає від легенів до капілярів шкіри, у деяких випадках спричиняючи почервоніння шкіри. 

## Ссавці
Ссавці є ендотермними («теплокровними») і мають вищі метаболічні потреби, ніж ектотермні («холоднокровні») хребетні, а шкіра товстіша та непроникніша, ніж у інших хребетних, що виключає шкіру як основне джерело газообміну. . Однак може відбуватися невелика кількість дихання, а у кажанів на сильно васкуляризовані крила може припадати до 12 відсотків виділення вуглекислого газу.  У людини та більшості інших ссавців шкірне дихання становить максимально 1-2 відсотки.  